# Кукуруза Ганна Володимирівна
Ганна Володимирівна Кукуруза (народилася 28 серпня 1962, Харків) — українська психологиня, докторка психологічних наук. Директорка благодійного фонду «Інститут раннього втручання», засновниця «Української асоціації раннього втручання».

## Життєпис
Здобувала вищу освіту у Харківському державному університеті імені М. Горького, який закінчила у 1985 році. Протягом 1986—1988 років працювала у харківському Центрі профорієнтації, з 1988 в Інституті охорони здоров'я дітей і підлітків НАМНУ. У 2015 році очолила відділ психології розвитку інституту. Здобула другу вищу освіту у Харківській медичній академії післядипломної освіти. Директорка благодійного фонду «Інститут раннього втручання». Є однією з засновниць «Української асоціації раннього втручання».
До сфери її наукових інтересів входять: психологія розвитку дітей; психологічний супровід сімей, які виховують дітей із порушеннями розвитку; здоров'я дітей і підлітків із психосоматичною патологією.

## Науковий доробок
- Дети Чернобыля: проблемы социально-психологической адаптации эвакуированных. К., 1998 (співавтор);

- Понять другого человека. Х., 2004 (співавт.);

- Психологічна модель раннього втручання: допомога сім'ям, що виховують дітей раннього віку з порушеннями розвитку. Х., 2013;
- Раннее вмешательство: междисциплинарная помощь детям раннего возраста с нарушениями развития и их семьям: Пособ. Х., 2013 (співавтор).